# Loan Bozzolo
Loan Bozzolo (Sallanches, 4 de mayo de 1999) es un deportista francés que compite en snowboard. Ganó dos medallas en el Campeonato Mundial de Snowboard de 2025, oro en campo a través por equipo mixto y plata en campo a través.

## Medallero internacional
| Campeonato Mundial | Campeonato Mundial | Campeonato Mundial | Campeonato Mundial              |
| Año                | Lugar              | Medalla            | Prueba                          |
| ------------------ | ------------------ | ------------------ | ------------------------------- |
| 2025               | Engadina (Suiza)   | Medalla de oro     | Campo a través por equipo mixto |
| 2025               | Engadina (Suiza)   | Medalla de plata   | Campo a través                  |